# Frente Españolista
El Frente Españolista, fundat a Barcelona el juny del 1935 com Cataluña Españolista, va ser presidit per Matías Colmenares. El partit, amb Antonio Royo Villanova com a "jefe nacional", es va oposar al marxisme i al separatisme, i va tenir El Nacional com a òrgan de premsa.